# Arbetets vänner
Arbetets vänner (AV) var namn på en rad sammanslutningar med uppgift att understöda olika finlandssvenska strävanden. 
Den första AV-föreningen (AV Huvudföreningen) bildades 1891 i Helsingfors. Initiativtagare var bland andra redaktör F.J. Valbäck. Avsikten var främst att skapa en borgerlig motvikt till de socialistiska arbetarföreningarna. Senare har de flesta föreningarna fått karaktären av kulturföreningar, jämförbara med landsbygdens ungdomsföreningar. Körsång, amatörteater och folkdans, squaredans, seniordans, språkklubbar, olika former av intellektuell fritidssysselsättning (bridge, sällskapsspel) samt sällskapsresor har spelat en betydande roll i verksamheten. Huvudföreningen köpte 1896 en tomt i Helsingfors centrum, där den sedermera lät uppföra ett eget hus (efter ritningar av arkitekten Ole Gripenberg, 1928). Den instiftade 1953 en kulturfond, som utdelar stipendier och understöd för finlandssvenska bildningssträvanden. 
Filialföreningar till huvudföreningen uppkom tidigt i flera Helsingforsstadsdelar: 1894 grundades AV i Sörnäs och följande år AV i Tölö. Filialerna blev i början av 1920-talet självständiga föreningar. Syskonföreningar uppstod i andra städer, bland annat i Åbo (grundad 1894), Ekenäs (grundad 1895), Vasa (grundad 1896), Borgå (grundad 1898), Lovisa, Gamlakarleby, Mariehamn, Tammerfors, Viborg och Kristinestad samt i Pyttis och Korso. Till Arbetets vänners centralförbund, grundat 1952, hörde 2001 10 AV-föreningar med sammanlagt 2 293 medlemmar, varav 1 246 i huvudföreningen. År 2010 hörde nio föreningar med sammanlagt 1 800 medlemmar till förbundet.